# 阿爾基斯滕湖

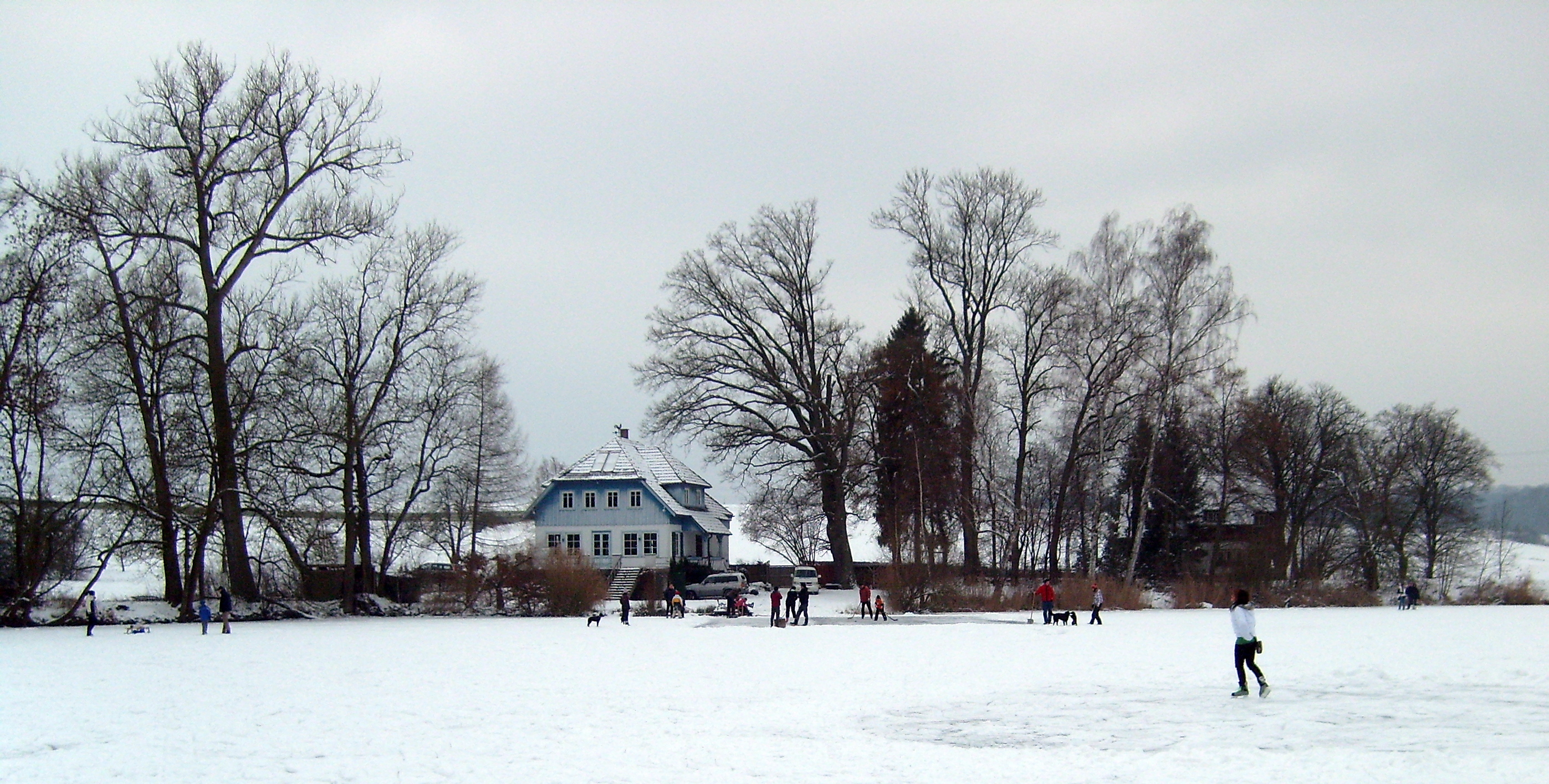

48°59′37″N 8°45′40″E / 48.99371°N 8.76107°E
阿爾基斯滕湖（德語：Aalkistensee），是德國的湖泊，位於該國西南部，由巴登-符騰堡州負責管轄，處於毛爾布龍和布雷滕附近，面積0.12平方公里，海拔高度227米，最大水深1.5米。